# Peter Sellers

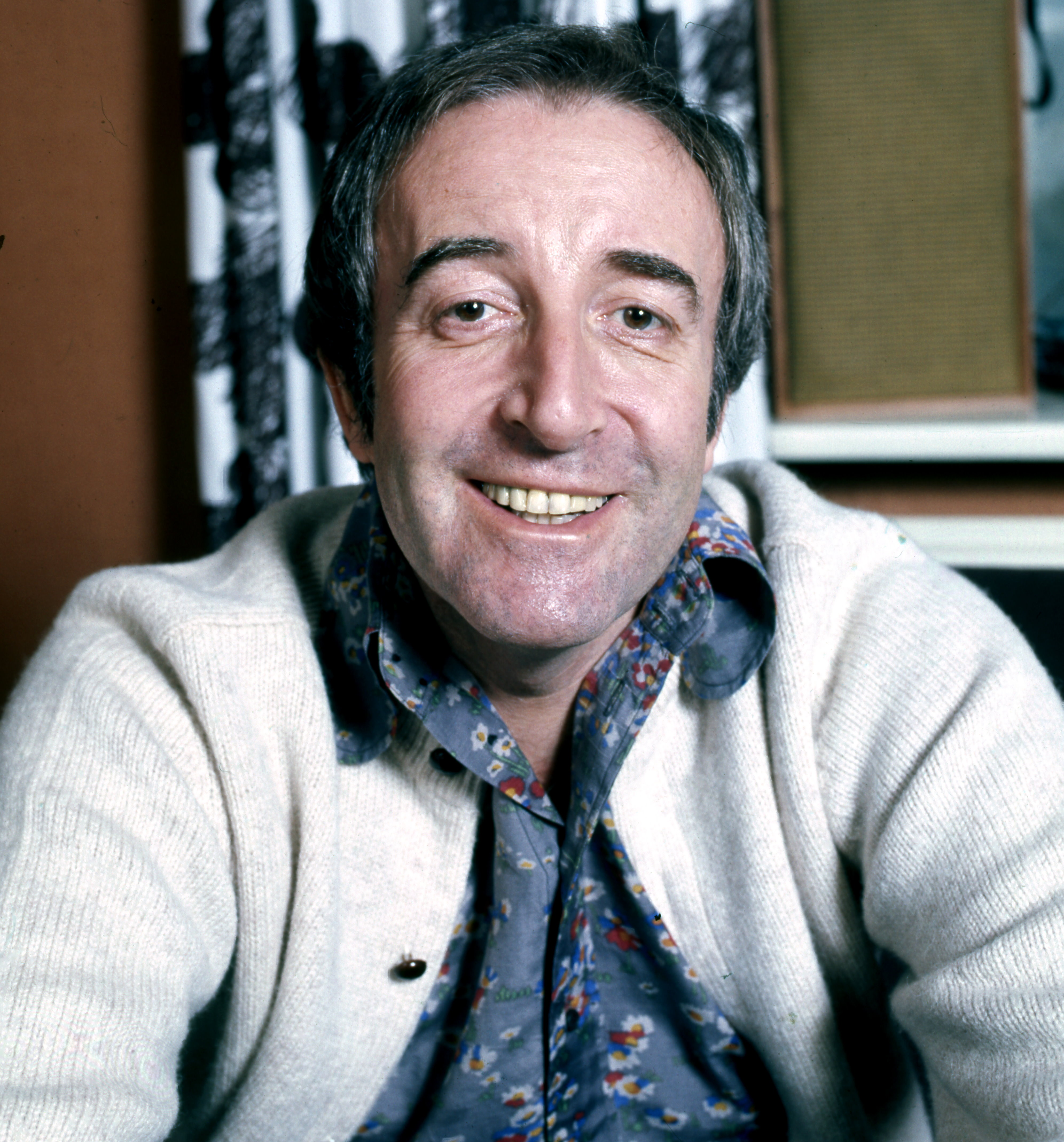
Peter Sellers (1973)

Peter Sellers, CBE (* 8. September 1925 in Portsmouth als Richard Henry Sellers; † 24. Juli 1980 in London), war ein britischer Komiker und Filmschauspieler. Der Spezialist für Auftritte in den unterschiedlichsten Rollen und Verkleidungen wurde spätestens als trotteliger Inspektor Clouseau in der Filmreihe Der rosarote Panther bekannt. Sellers wurde häufig von Georg Thomalla synchronisiert.

## Leben

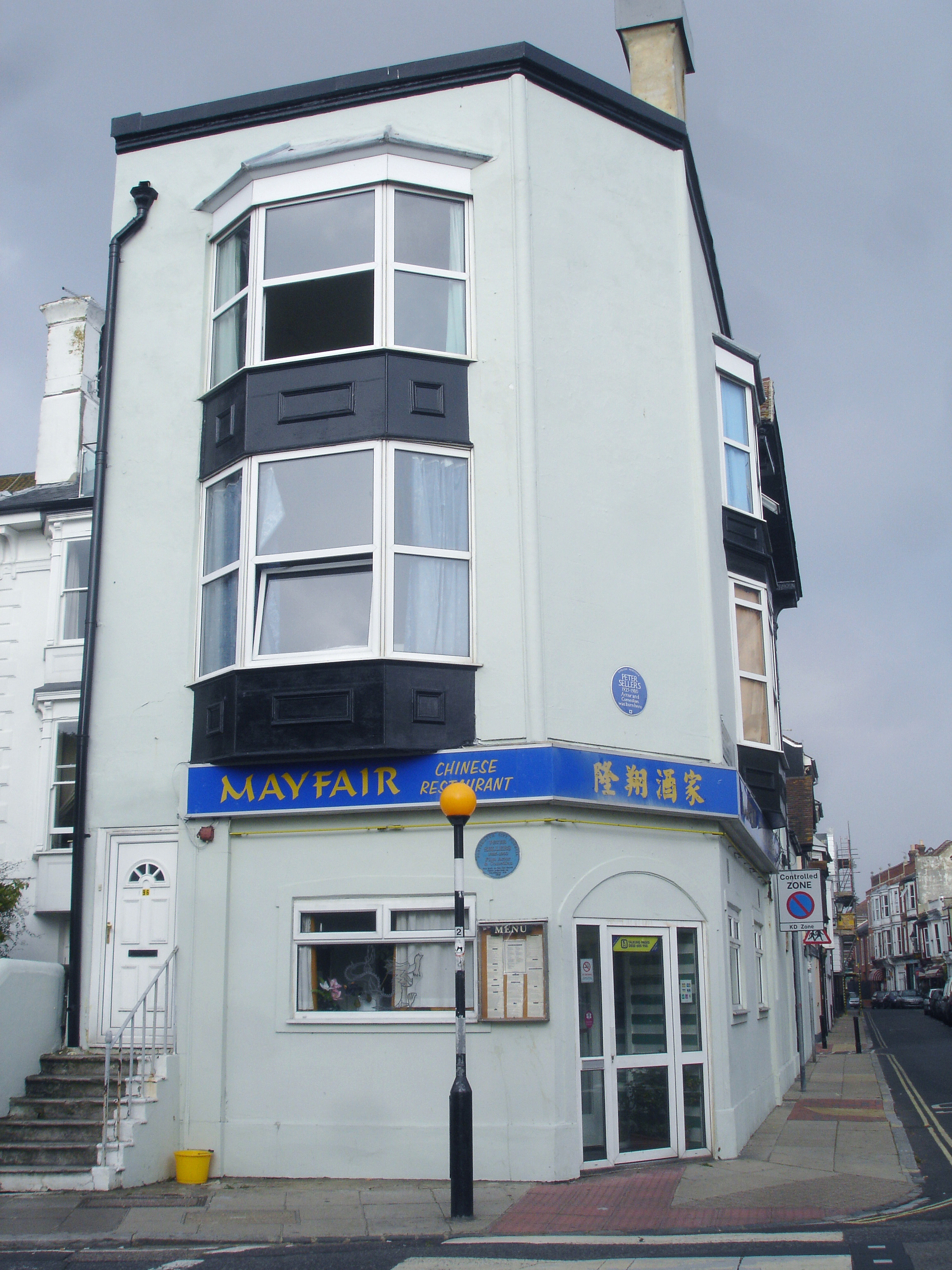
Geburtshaus von Sellers in Portsmouth

Sellers kam 1925 als einziges Kind des Pianisten William Sellers und dessen jüdischer Ehefrau Agnes „Peg“ Marks zur Welt. Seine Mutter, die als Entertainerin mit den Ray Sisters auftrat, war eine Urenkelin des bekannten britischen Boxers Daniel Mendoza (1764–1836). Sellers begleitete seine Eltern in den ersten sechs Lebensjahren auf ihren Tourneen und besuchte dann die römisch-katholische Schule St Aloysius College in Highgate. Er beendete seine Schulausbildung bereits im Alter von 14 Jahren, um sich seinen Lebensunterhalt mit verschiedenen Aushilfsjobs hinter der Theaterbühne und später auch als Schlagzeuger einer Tanzkapelle zu verdienen. Gegen den Willen seiner Mutter folgte er der Einberufung durch die Royal Air Force zu Einsätzen im Zweiten Weltkrieg. Bis 1947 war er als Truppenunterhalter an Orten in Indien und Südostasien tätig.
Zurück in der Heimat fiel dem BBC-Produzenten Roy Speer Sellers’ Talent als Stimmenimitator auf. Speer verschaffte ihm einen Auftritt in einer Comedy-Show, daraufhin erhielt Sellers Engagements in mehreren Radiosendungen. Bekanntheit brachte ihm vor allem sein Mitwirken in der BBC-Radioproduktion The Goon Show ein, bei der er einmal pro Woche zusammen mit Spike Milligan und Harry Secombe live auftrat. Sellers übernahm in diesen Shows, die zwischen 1951 und 1960 vom BBC Home Service gesendet wurden, mindestens fünf verschiedene Sprechrollen. Die „Goons“ griffen mit surrealem Humor bizarre Figuren auf, die durch das Nachkriegs-Großbritannien reisten und dabei mit bürokratischem Nonsens, imperialen Illusionen und im Niedergang begriffenen Figuren aus dem Establishment konfrontiert wurden.
Parallel zu seiner Arbeit im Radio hatte Sellers ab Beginn der 1950er Jahre regelmäßig Rollen in britischen Spielfilmen. 1955 war er in einer Nebenrolle der preisgekrönten Kriminalgroteske Ladykillers an der Seite von Alec Guinness zu sehen. 1957/58 drehte er zusammen mit Richard Lester den komödiantischen Film Liebenswerte Leckerbissen, in dem sie auch die beiden Hauptrollen spielten: Sellers die des Fotografen und Lester die des Malers. Der handlungsarme, elfminütige Kurzfilm brachte Sellers 1959 einen Preis auf dem San Francisco International Film Festival sowie eine Oscar-Nominierung in der Kategorie Bester Kurzfilm ein.
Bald darauf hatte Sellers mit John Boultings Spielfilm Junger Mann aus gutem Hause seinen internationalen Durchbruch als Filmschauspieler. In der zeitgenössischen Sozialkomödie erschien er als kommunistischer Arbeitnehmervertreter, was ihm 1960 den British Film Academy Award als bester britischer Darsteller einbrachte. Anknüpfen konnte Sellers an diesen Erfolg mit Stanley Kubricks groteskem Antikriegsfilm Dr. Seltsam oder: Wie ich lernte, die Bombe zu lieben, in dem er neben einem verrückten Wissenschaftler den amerikanischen Präsidenten sowie einen britischen Offizier verkörperte. Der Film brachte ihm 1965 seine erste Nominierung für einen Oscar als bester Hauptdarsteller ein. Zu weltweiter Bekanntheit verhalf ihm dann die Rolle des unfähigen bis trotteligen Inspektor Clouseau in Blake Edwards’ Serie Der rosarote Panther, die er in sechs Filmen zwischen 1963 und 1982 interpretierte. Die Rolle war ursprünglich Peter Ustinov zugedacht; dieser hatte abgelehnt. In Edwards fand Sellers seinen kongenialen Partner und Freund für eine Reihe weiterer Komödien.

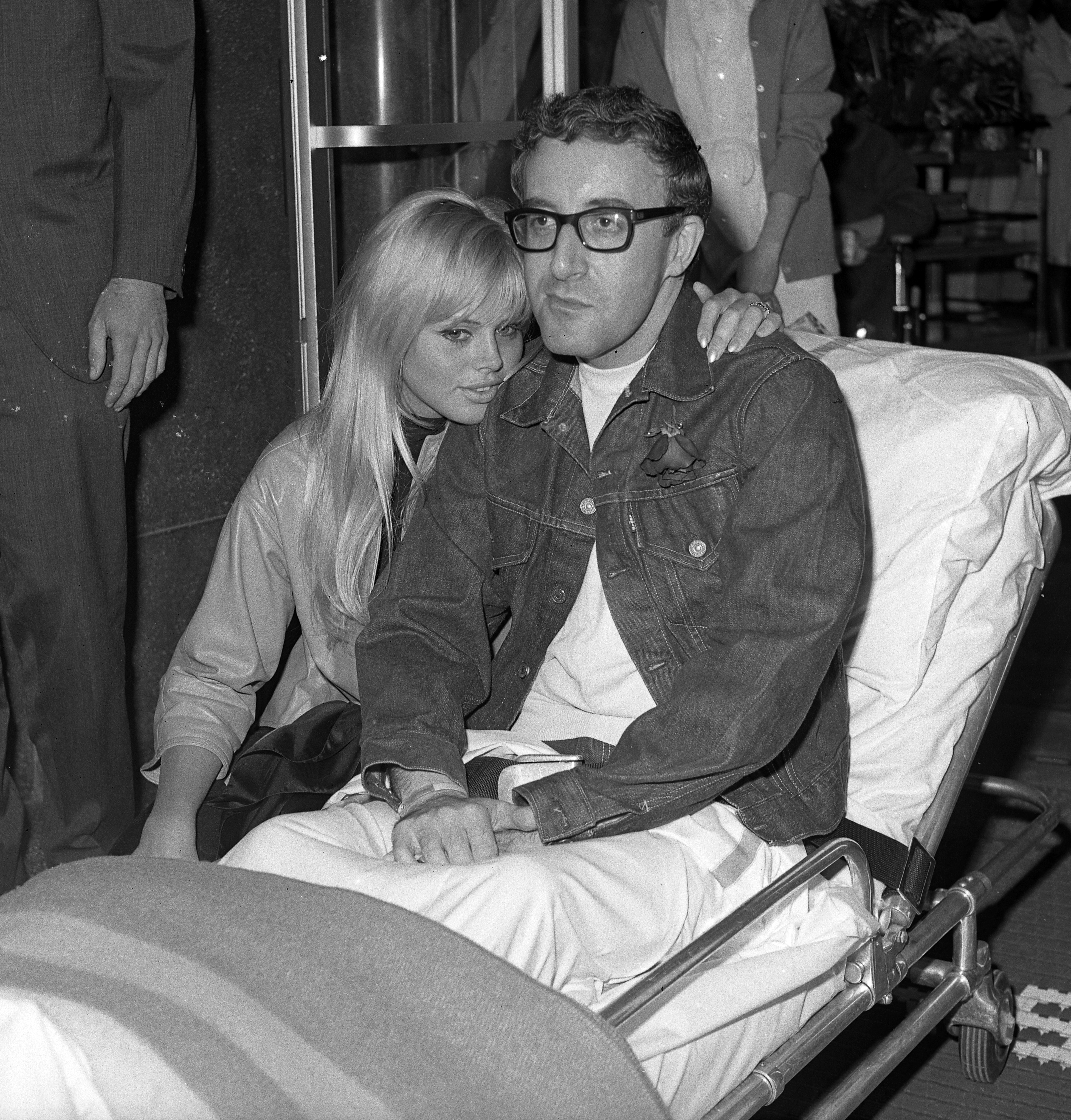
Sellers mit seiner Frau Britt Ekland nach seinem Krankenhausaufenthalt infolge eines Herzinfarkts (1964)

Sellers gehörte zu den bestbezahlten Schauspielern seiner Zeit und wurde von der britischen Presse häufig als der größte englische Komiker seit Charlie Chaplin betitelt. Er trat in Ermangelung weiterer Angebote und nicht zuletzt aus finanziellem Interesse allerdings auch in Produktionen auf, die seinem Talent oder seinen Vorstellungen weniger entsprachen (z. B. in verschiedenen Rollen in Werbespots der Barclays Bank). Zu seiner populärsten Rolle als Inspektor Clouseau entwickelte Sellers eine Hassliebe. Durch jeden weiteren Auftritt war er stärker auf diese komische Figur festgelegt; andererseits konnte er sie als „Comeback“ nutzen.
Auf die Frage, wie es ihm denn möglich sei, so viele unterschiedliche Figuren darzustellen, antwortete Sellers ironisch, er habe sich seine Identität operativ entfernen lassen. Unter diesem Blickwinkel kann auch sein Auftritt bei der Muppet Show gesehen werden, bei dem der Gaststar üblicherweise bei einem „privaten Moment“ mit einer der Muppets-Figuren in der Garderobe gezeigt wird. Sellers trat als eine Art durchgedrehter „Wikinger-Pirat-Landstreicher“ auf und behauptete, er selbst wäre doch wohl allzu langweilig. Diese Darbietung brachte ihm eine Nominierung für den Fernsehpreis Emmy ein. Einen weiteren Kritikererfolg verbuchte Sellers 1979 mit der Darstellung eines geistig zurückgebliebenen Gärtners in Hal Ashbys Spielfilm Willkommen Mr. Chance, die ihm u. a. einen Golden Globe als bester Komödiendarsteller und eine weitere Oscar-Nominierung einbrachte. Der Titelheld, der das Anwesen seines Dienstherrn nie verlassen hat und die Welt nur von Fernsehsendungen kennt, kann über seine Freundschaft zu einem sterbenskranken Industriellen (gespielt von Melvyn Douglas) Einfluss auf die amerikanische und internationale Politik nehmen. Der zeitgenössischen Kritik der Neuen Zürcher Zeitung zufolge hätte Willkommen Mr. Chance den Grundstein „für einen Neubeginn jenseits der grellen Komik“ legen können; Sellers starb aber kurze Zeit später plötzlich.

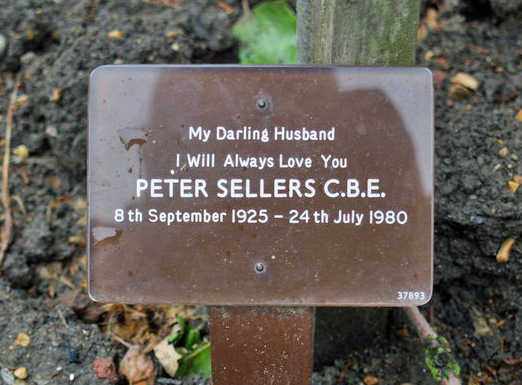
Grabstätte von Peter Sellers

Er war viermal verheiratet; mit Anne Hayes (1951–1961), Britt Ekland (1964–1968), Miranda Quarry (1970–1974) und Lynne Frederick (1977–1980). Aus den Ehen gingen drei Kinder hervor: Michael Sellers (1954–2006), Sarah Sellers (* 1957) und Victoria Sellers (* 1965).
Peter Sellers starb am 24. Juli 1980 an den Folgen eines Herzinfarkts. In den letzten 15 Jahren seines Lebens hatte er unter einer Herzkrankheit gelitten; 1977 war ihm ein Schrittmacher eingesetzt worden. Er hinterließ ein Vermögen von umgerechnet etwa zehn Millionen Euro. Er wurde im Garten des Golders Green Crematorium in London bestattet.
Der 2004 erschienene Film The Life and Death of Peter Sellers mit Geoffrey Rush in der Hauptrolle beleuchtet die Hintergründe seines Lebens und Wirkens.
Sellers wurde 1966 zum Commander of the British Empire (CBE) ernannt. Er war Mitglied im Bund der Freimaurer, seine Loge (Chelsea Lodge No. 3098) ist in London ansässig.

## Schauspielerisches und komödiantisches Profil

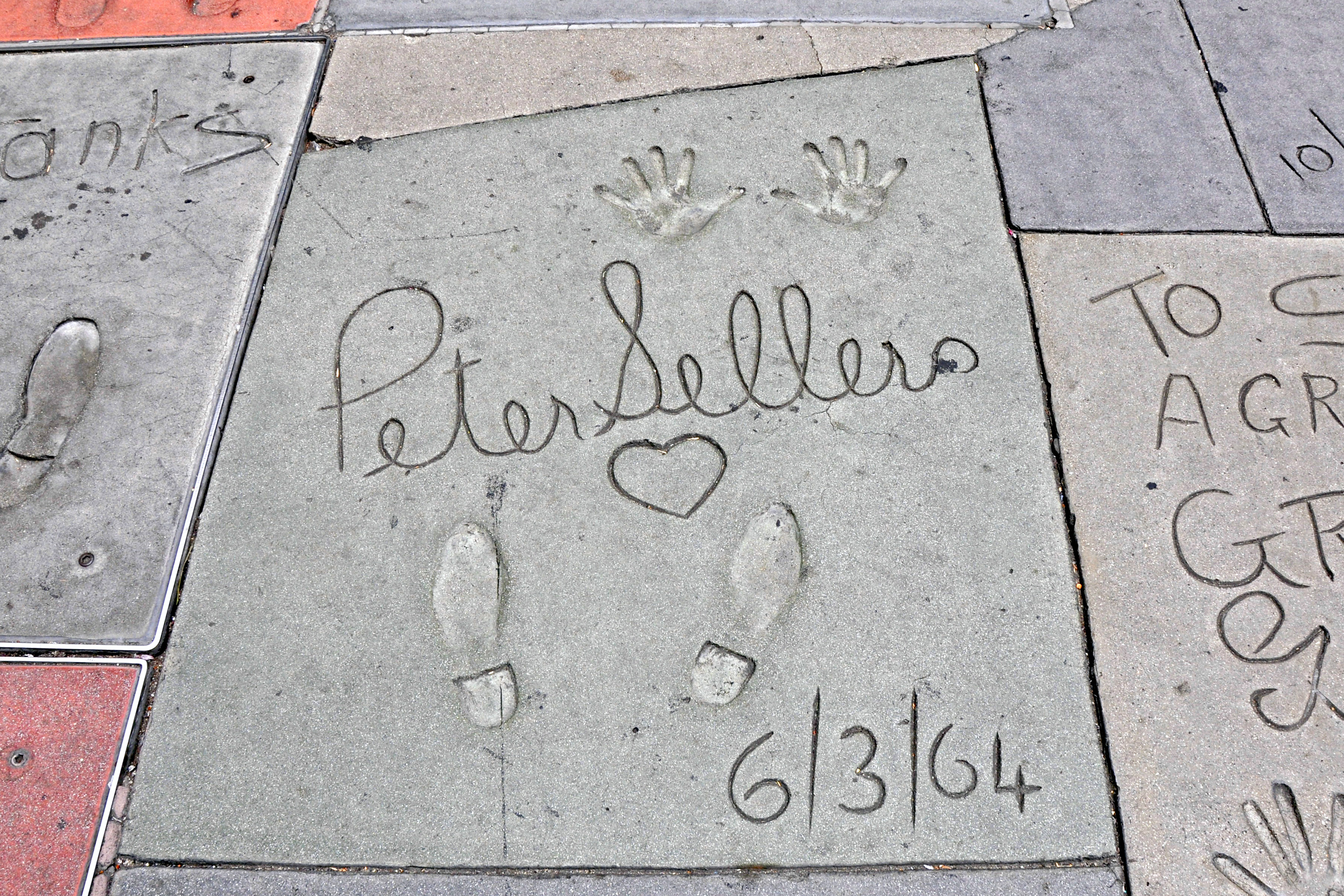
Sellers’ Hand- und Schuhabdrücke vor Grauman’s Chinese Theatre

Seine Wandlungsfähigkeit sowie sein Vermögen, auch in komischen oder gar peinlichen Lagen mit seiner überspielenden oder eingefrorenen Mimik Würde und Haltung zu bewahren, machten seine künstlerische „Handschrift“ aus.
Sellers konnte zwischen verschiedenen Akzenten hin und her wechseln, etwa zwischen Upperclass-Englisch, amerikanischem Englisch, deutschem Akzent und anderen, was ihm beispielsweise in Dr. Seltsam erlaubte, gleich in drei Hauptrollen aufzutreten. Verschiedene Dialekte konnte auch Georg Thomalla in der deutschen Synchronisation umsetzen.
Roger Field, als Kind ein Nachbar von Peter Sellers, soll ihn 1975 gefragt haben, ob er lieber Tragödie oder Komödie spielen würde. Sellers soll „Komödie!“ geantwortet haben.
Sellers hegte große Sympathien für die „Nonsens-Schule“ (“nonsense school”), jene Art von Komik, die er selbst in der Goon Show praktizierte und die ihm, wie er sagte, die glücklichste Zeit seines Lebens beschert habe. Versuche, dies als Drehbuchautor und Regisseur auf den Film zu übertragen (Das boshafte Spiel des Dr. Fu Man Chu, 1980), schlugen jedoch fehl. Sellers bekannte später, mit den Goons habe man versucht, ernsthafte Ideen oder überhaupt Ideen aufzugreifen und in eine „unlogische Folgerung“ zu setzen.
In Sellers’ legendärer Lust an Verkleidungen, die dabei nie perfekt, sondern fadenscheinig sein sollen, sieht der Filmwissenschaftler Johannes Binotto das ganz eigene Profil seiner Komik: „In der Fähigkeit, die Verkleidung auf Distanz und das eigene Spiel in einer Art Schwebezustand zu halten, besteht die einmalige Brillanz Sellers [sic!]. Wo Komiker wie Chaplin oder Keaton ihre Figuren ganz und gar verkörpern, ist Sellers einer, der es schafft, immer mehrere Rollen zugleich zu spielen, der sich laufend häutet und wieder neu verpuppt und dabei diesen Prozess der Transformation niemals versteckt, sondern gerade in seiner Künstlichkeit ausstellt.“

## Filmografie (Auswahl)
- 1951: Penny Points to Paradise
- 1955: Verliebt in eine Königin (John and Julie)
- 1955: Ladykillers (The Ladykillers)
- 1957: Die nackte Wahrheit (The Naked Truth)
- 1957: Die kleinste Schau der Welt (The Smallest Show on Earth)
- 1958: Der kleine Däumling (Tom Thumb)
- 1959: Die Maus, die brüllte (The Mouse That Roared)
- 1959: Junger Mann aus gutem Haus (I’m All Right, Jack)
- 1959: Liebenswerte Leckerbissen (The Running Jumping & Standing Still Film)
- 1959: Die grüne Minna (Two-Way-Stretch)
- 1960: Mr. Miller ist kein Killer (The Battle of the Sexes)
- 1960: Der Marder von London (Never Let Go)
- 1960: Die Millionärin (The Millionairess)
- 1961: Walzer der Toreros (Waltz of the Toreadors)
- 1961: Lieben kann man nur zu zweit (Only Two Can Play)
- 1962: Lolita (Lolita)
- 1963: Gentlemen Killers (The Wrong Arm of the Law)
- 1963: Himmlische Freuden (Heavens above!)
- 1963: Der rosarote Panther (The Pink Panther)
- 1964: Dr. Seltsam oder: Wie ich lernte, die Bombe zu lieben (Dr. Strangelove or: How I Learned to Stop Worrying and Love the Bomb)
- 1964: Ein Schuß im Dunkeln (A Shot in the Dark)
- 1964: Henrys Liebesleben (The World of Henry Orient)
- 1965: Was gibt’s Neues, Pussy? (What’s New, Pussycat)
- 1966: Jagt den Fuchs! (After the Fox)
- 1966: Letzte Grüße von Onkel Joe (The Wrong Box)
- 1967: Casino Royale (Casino Royale)
- 1967: Bobo ist der Größte (The Bobo)
- 1967: Siebenmal lockt das Weib (Woman Seven Times)
- 1968: Der Partyschreck (The Party)
- 1968: Lass mich küssen deinen Schmetterling (I Love You, Alice B. Toklas!)
- 1969: Magic Christian (The Magic Christian)
- 1970: Hoffman
- 1970: Ein Mädchen in der Suppe (There’s a Girl in My Soup)
- 1972: Wo tut’s weh (Where Does It Hurt)
- 1974: Weiche Betten, harte Schlachten (Soft Beds, Hard Battles)
- 1975: Der rosarote Panther kehrt zurück (The Return of the Pink Panther)
- 1976: Eine Leiche zum Dessert (Murder by Death)
- 1976: Inspektor Clouseau, der „beste“ Mann bei Interpol (The Pink Panther Strikes Again)
- 1978: Inspector Clouseau – Der irre Flic mit dem heißen Blick (Revenge of the Pink Panther)
- 1979: Willkommen Mr. Chance (Being There)
- 1979: Der Gefangene von Zenda (The Prisoner of Zenda)
- 1980: Das boshafte Spiel des Dr. Fu Man Chu (The Fiendish Plot of Dr. Fu Manchu)
- 1982: Der rosarote Panther wird gejagt (Trail of the Pink Panther)[8]

## Diskografie

### Alben
| Jahr | Titel                      | Höchstplatzierung, Gesamtwochen, AuszeichnungChartsChartplatzierungen (Jahr, Titel, Platzierungen, Wochen, Auszeichnungen, Anmerkungen) | Anmerkungen                          |
| Jahr | Titel                      | UK | Anmerkungen                          |
| ---- | -------------------------- | --- | ------------------------------------ |
| 1959 | The Best of Sellers        | UK3 (47 Wo.)UK |                                      |
| 1959 | Songs for Swingin’ Sellers | UK3 (34 Wo.)UK |                                      |
| 1960 | Peter and Sophia           | UK5 (18 Wo.)UK | mit Sophia Loren                     |
| 1963 | Fool Britannia             | UK10 (10 Wo.)UK | mit Anthony Newley und Joan Collins  |
| 1964 | How to Win an Election     | UK20 (2 Wo.)UK | mit Harry Secombe und Spike Milligan |

### EPs
| Jahr | Titel Album        | Höchstplatzierung, Gesamtwochen, AuszeichnungChartsChartplatzierungen (Jahr, Titel, Album, Platzierungen, Wochen, Auszeichnungen, Anmerkungen) | Anmerkungen |
| Jahr | Titel Album        | UK | Anmerkungen |
| ---- | ------------------ | --- | ----------- |
| 1993 | A Hard Day’s Night | UK52 (2 Wo.)UK |             |

### Singles
| Jahr | Titel Album                           | Höchstplatzierung, Gesamtwochen, AuszeichnungChartsChartplatzierungen (Jahr, Titel, Album, Platzierungen, Wochen, Auszeichnungen, Anmerkungen) | Anmerkungen                                                 |
| Jahr | Titel Album                           | UK | Anmerkungen                                                 |
| ---- | ------------------------------------- | --- | ----------------------------------------------------------- |
| 1957 | Any Old Iron                          | UK17 (11 Wo.)UK |                                                             |
| 1960 | Goodness Gracious Me Peter and Sophia | UK4 (14 Wo.)UK | mit Sophia Loren aufgenommen 1960 in den Abbey Road Studios |
| 1961 | Bangers and Mash Peter and Sophia     | UK22 (5 Wo.)UK | mit Sophia Loren                                            |
| 1965 | A Hard Day’s Night                    | UK14 (7 Wo.)UK |                                                             |

## Auszeichnungen
British Academy Film Award
- 1960: Bester Hauptdarsteller für Junger Mann aus gutem Haus
- 1963: Nominierung in der Kategorie Bester Hauptdarsteller für Lieben kann man nur zu zweit
- 1965: Nominierung in der Kategorie Bester Hauptdarsteller für Dr. Seltsam, oder wie ich lernte, die Bombe zu lieben und Der rosarote Panther
- 1981: Nominierung in der Kategorie Bester Hauptdarsteller für Willkommen Mr. Chance

Oscar
- 1960: Nominierung in der Kategorie Bester Kurzfilm für Liebenswerte Leckerbissen
- 1965: Nominierung in der Kategorie Bester Hauptdarsteller für Dr. Seltsam, oder wie ich lernte, die Bombe zu lieben
- 1980: Nominierung in der Kategorie Bester Hauptdarsteller für Willkommen Mr. Chance

Golden Globe
- 1963: Nominierung in der Kategorie Bester Nebendarsteller für Lolita
- 1965: Nominierung in der Kategorie Bester Hauptdarsteller – Komödie oder Musical für Der rosarote Panther
- 1976: Nominierung in der Kategorie Bester Hauptdarsteller – Komödie oder Musical für Der rosarote Panther kehrt zurück
- 1977: Nominierung in der Kategorie Bester Hauptdarsteller – Komödie oder Musical für Inspektor Clouseau, der „beste“ Mann bei Interpol
- 1980: Bester Hauptdarsteller – Komödie oder Musical für Willkommen Mr. Chance

Weitere
- 1959: Golden Gate Award des San Francisco International Film Festival in der Kategorie Bester Kurzfilm (zusammen mit Richard Lester) für The Running Jumping & Standing Still Film
- 1962: Darstellerpreis des Festival Internacional de Cine de Donostia-San Sebastián für Walzer der Toreros
- 1970: 3. Platz bei den Laurel Awards in der Kategorie Beste komödiantische Darstellung für Laß mich küssen deinen Schmetterling
- 1978: Nominierung für den Emmy in der Kategorie Bester Nebendarsteller in einem Varieté- oder Musikprogramm für die Muppet Show
- 1979: National Board of Review Award in der Kategorie Bester Hauptdarsteller für Willkommen Mr. Chance
- 1981: Fotogramas de Plata in der Kategorie Bester ausländischer Darsteller für Willkommen Mr. Chance
- 1981: London Critics Circle Film Award (Spezialpreis Schauspielleistung) für Willkommen Mr. Chance